# Lux Æterna (filme)
Lux Æterna é um filme de drama francês de 2019 dirigido por Gaspar Noé. Foi exibido fora de competição no Festival de Cannes 2019. Trata-se de um drama metaficcional protagonizado pelas atrizes Charlotte Gainsbourg e Béatrice Dalle interpretando a si mesmas.

## Elenco
- Charlotte Gainsbourg como Charlotte
- Béatrice Dalle como Béatrice
- Abbey Lee como Abbey
- Clara 3000 como Clara
- Claude-Emmanuelle Gajan-Maull como Claude-Emannuelle
- Félix Maritaud como Félix
- Fred Cambier como Fred
- Karl Glusman como Karl
- Lola Pillu Perier como Lola
- Loup Brankovic como Loup
- Luka Isaac como Luka
- Maxime Ruiz como Maxime
- Mica Arganaraz como Mica
- Paul Hameline como Paul
- Stefania Cristian como Stefania
- Tom Kan como Tom
- Yannick Bono como Yannick

## Distribuição
O filme teve sua estreia mundial no Festival de Cinema de Cannes em 18 de maio de 2019. Foi programado para ser exibido também no Festival de Cinema de Tribeca em abril de 2020; no entanto, o festival foi cancelado devido à pandemia de COVID-19. Finalmente, foi lançado na França em 23 de setembro de 2020 pela UFO Distribution e Potemkine Films.

## Recepção
O agregador de comentários Rotten Tomatoes calculou uma taxa de aprovação de 50% a partir de 16 comentários e obteve uma classificação média de 5,7/10.